# Mitropapokal (Schach)
Der Mitropapokal ist ein jährlich ausgetragener Mannschaftswettbewerb im Schach, an dem nationale Auswahlmannschaften der Länder Mitteleuropas teilnehmen. Ausrichter ist seit 2022 die 2021 gegründete Mitropa Cup Association.

## Überblick und Geschichte

### Mitropapokal 1953
Im Jahre 1953 fand in Wien ein Turnier für Städtemannschaften unter der gleichen Bezeichnung statt. Es wird jedoch nicht als regulärer Vorläufer des heutigen Mitropapokals betrachtet. Bei diesem Wettkampf siegte Belgrad vor Wien, Zürich, München, Salzburg und Antwerpen.

### Gründung
Der Mitropapokal wurde erstmals 1976 ausgetragen. Wesentliche Initiatoren der Gründung waren die österreichische Schachmeisterin Gertrude Wagner, ihr Ehemann Karl Wagner und der Präsident des  Österreichischen Schachbundes Kurt Jungwirth.

### Austragungen
Seit 1976 wird der Wettbewerb jährlich ausgetragen, fand allerdings in den Jahren 1986, 1989, 1992, 1994, 1996, 2001 und 2020 nicht statt. Die Ausrichtung wird jeweils von einem der teilnehmenden Länder übernommen.

### Teilnehmende Länder
Das "klassische" Starterfeld bestand zunächst aus den Mannschaften von Deutschland, Frankreich, Italien, Jugoslawien, Luxemburg, Österreich und der Schweiz. Luxemburg nahm 1990 zum letzten Mal am Turnier teil, wechselte später zum European Small Nations Tournament. Ebenfalls 1990 debütierte die Mannschaft aus Ungarn, ein Jahr später die Tschechoslowakei. In den Jahren 1993 und 1995 gaben die Niederlande ein "Gastspiel" im Mitropapokal.
Nach den politischen Umwälzungen zu Beginn der 1990er-Jahre starten nunmehr regelmäßig die Mannschaften aus Deutschland, Frankreich, Italien, Kroatien, Österreich, der Schweiz, der Slowakei, Slowenien, Tschechien und Ungarn. Polen hält sich jeweils in Reserve, wenn ein anderes Land verzichtet. Dies geschah bei den Frauen erstmals 2013, im offenen Turnier erstmals 2014.
Verzichten einzelne Länder auf die Teilnahme, so werden die frei bleibenden Plätze oft von zusätzlichen Mannschaften des Gastgebers besetzt. 2022 war im Offenen Turnier ein Team der gastgebenden Insel Korsika am Start. Es fehlten Slowenien und Kroatien.
Üblicherweise entsenden die teilnehmenden Länder nicht ihre A-Nationalmannschaft, sondern geben starken Nachwuchsspielern eine anspruchsvolle Wettkampfgelegenheit.

### Turnierform
Mit Ausnahme des ersten Turniers 1976 (K.-o.-System) wird jeweils ein Rundenturnier ("Jeder gegen Jeden") absolviert. Jede Mannschaft besteht aus vier Spielern (plus Ersatzmann). Erstes Wertungskriterium sind seit 2008 die Mannschaftspunkte, zuvor waren es die Brettpunkte. 2018 wurden wieder die Brettpunkte als erstes Kriterium gewertet.

### Mitropapokal der Damen
Seit 2002 gibt es zusätzlich einen Wettbewerb der Damen. Nach der ersten Austragung wurde er 2005 wieder aufgenommen und findet seither zeitgleich und am gleichen Ort mit dem offenen Turnier statt. Bis 2016 wurde im Turnier der Damen nur an zwei Brettern gespielt. 2008 und 2011 absolvierte man mit nur je sechs Mannschaften ein doppelrundiges Turnier.

### Auswirkungen der Covid-19-Pandemie
Wegen der Covid-19-Pandemie fiel die Austragung 2020 aus. Für 2021 wurde das Turnier auf den inzwischen von der FIDE anerkannten Hybrid-Modus umgestellt. Dabei verbleiben die Spieler in ihren Heimatländern und spielen von dort aus via Computer und Internet auf einer anerkannten Plattform gegen den jeweiligen Gegner. An jedem Spielort wird der korrekte Ablauf durch Schiedsrichter überwacht. Die deutschen Mannschaften absolvierten ihre Partien von Magdeburg aus.

## Ergebnisse
Die letzte Spalte enthält jeweils den Link zu den kompletten Einzelergebnissen auf der Plattform chess-results.com.

### Offenes Turnier

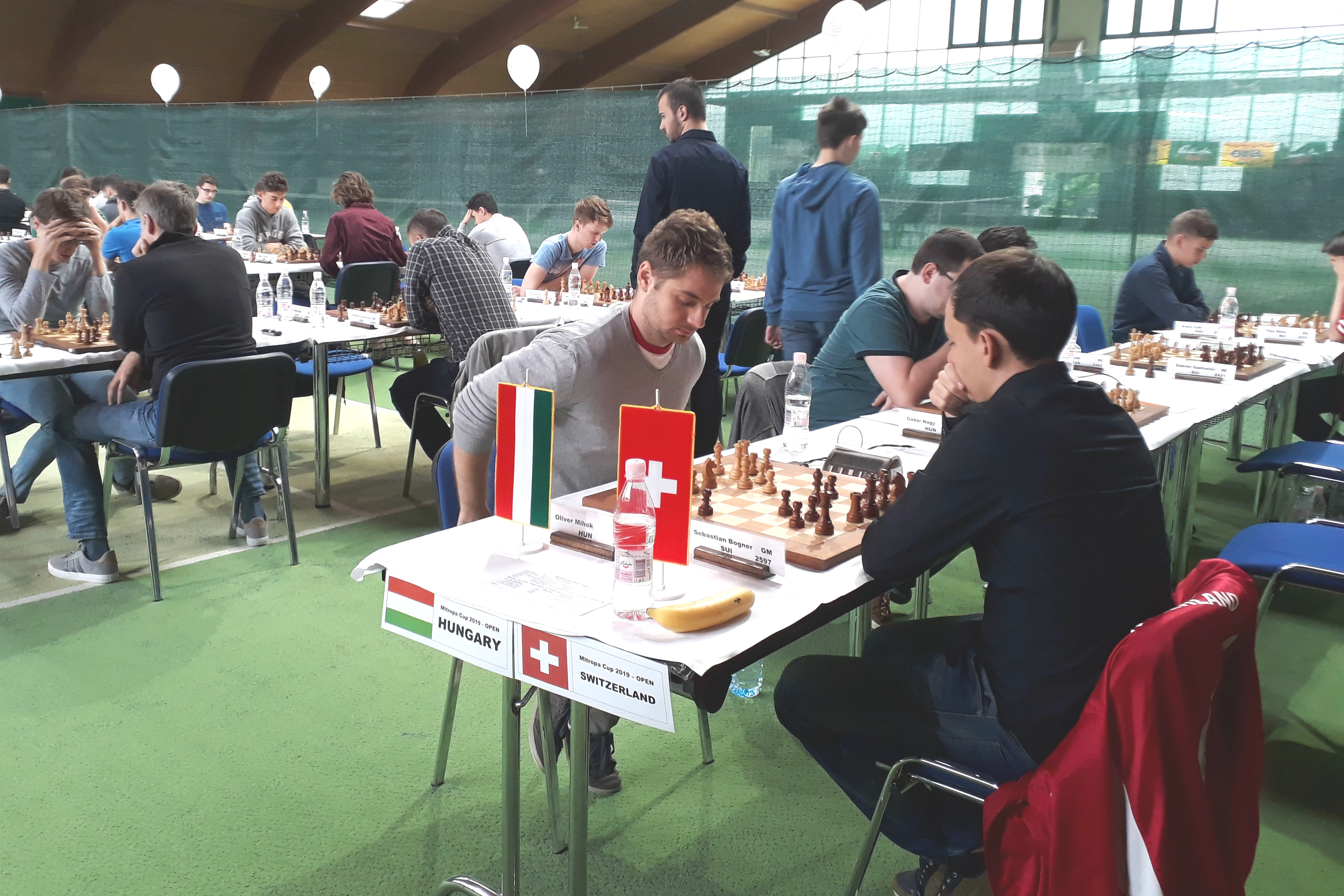
Ungarn-Schweiz 2019 in Radenci, an Brett 1 Oliver Mihok

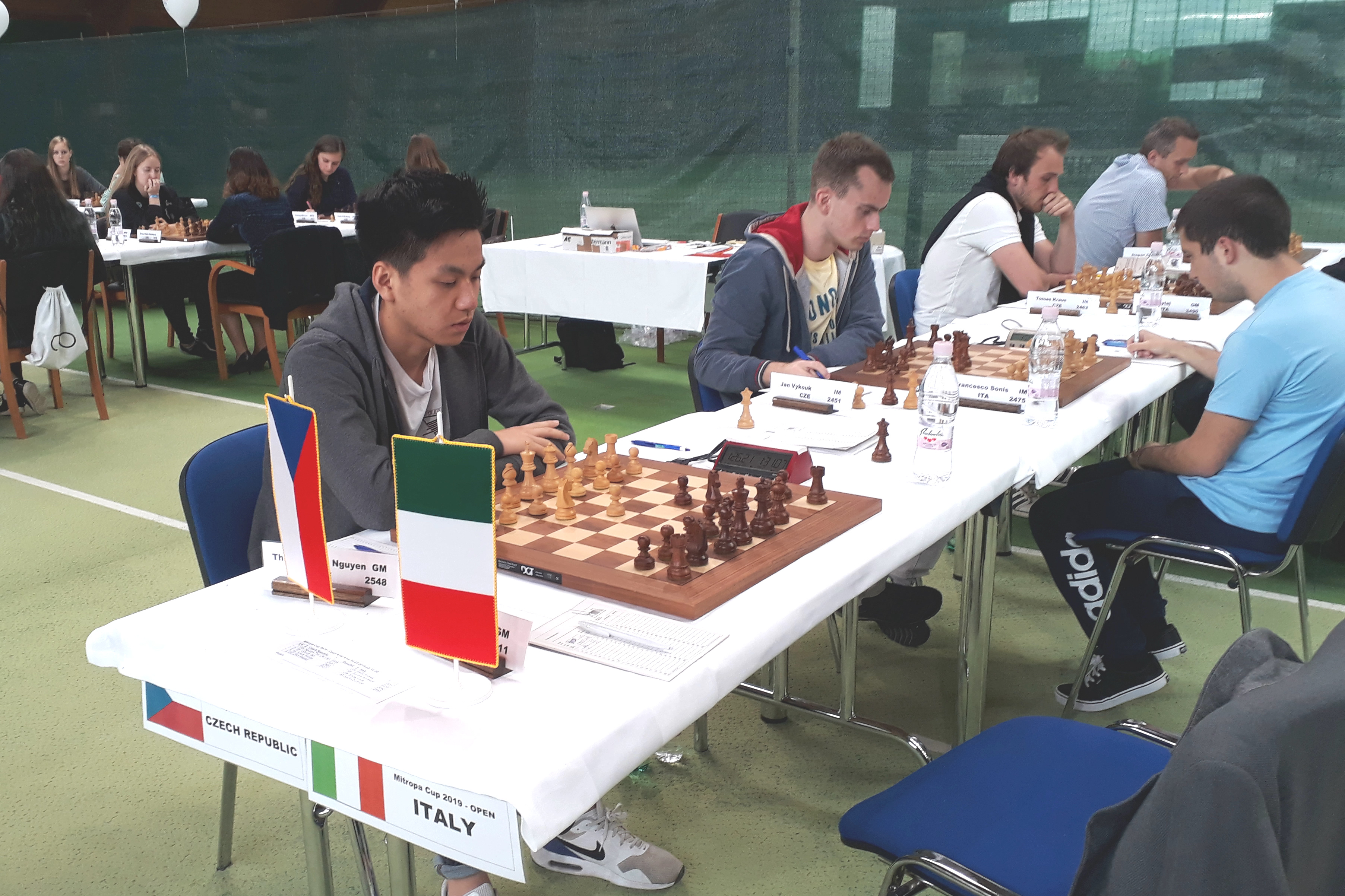
Tschechien-Italien 2019 in Radenci, an Brett 1 Thai Dai Van Nguyen

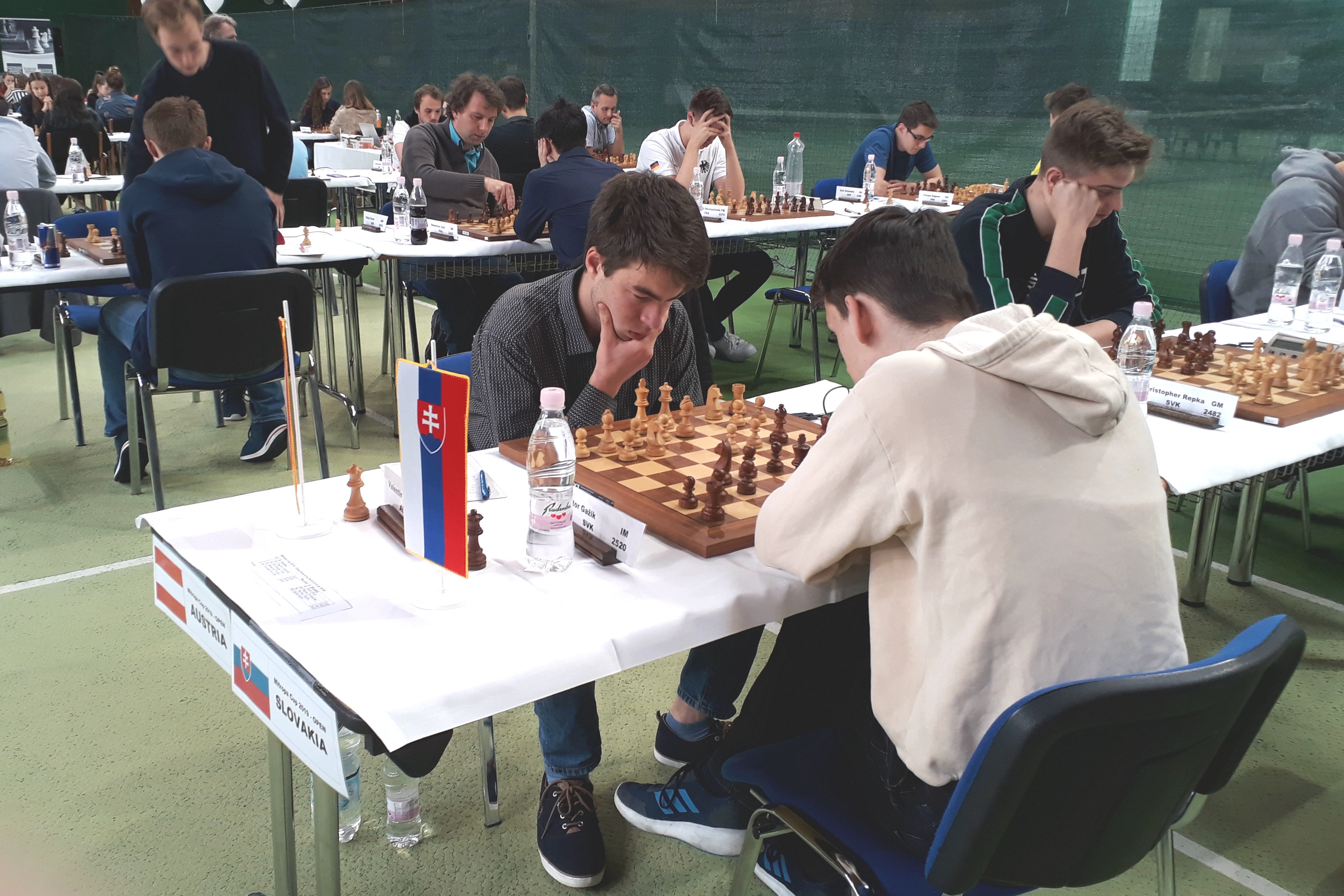
Österreich-Slowakei 2019 in Radenci, an Brett 1 Valentin Dragnev

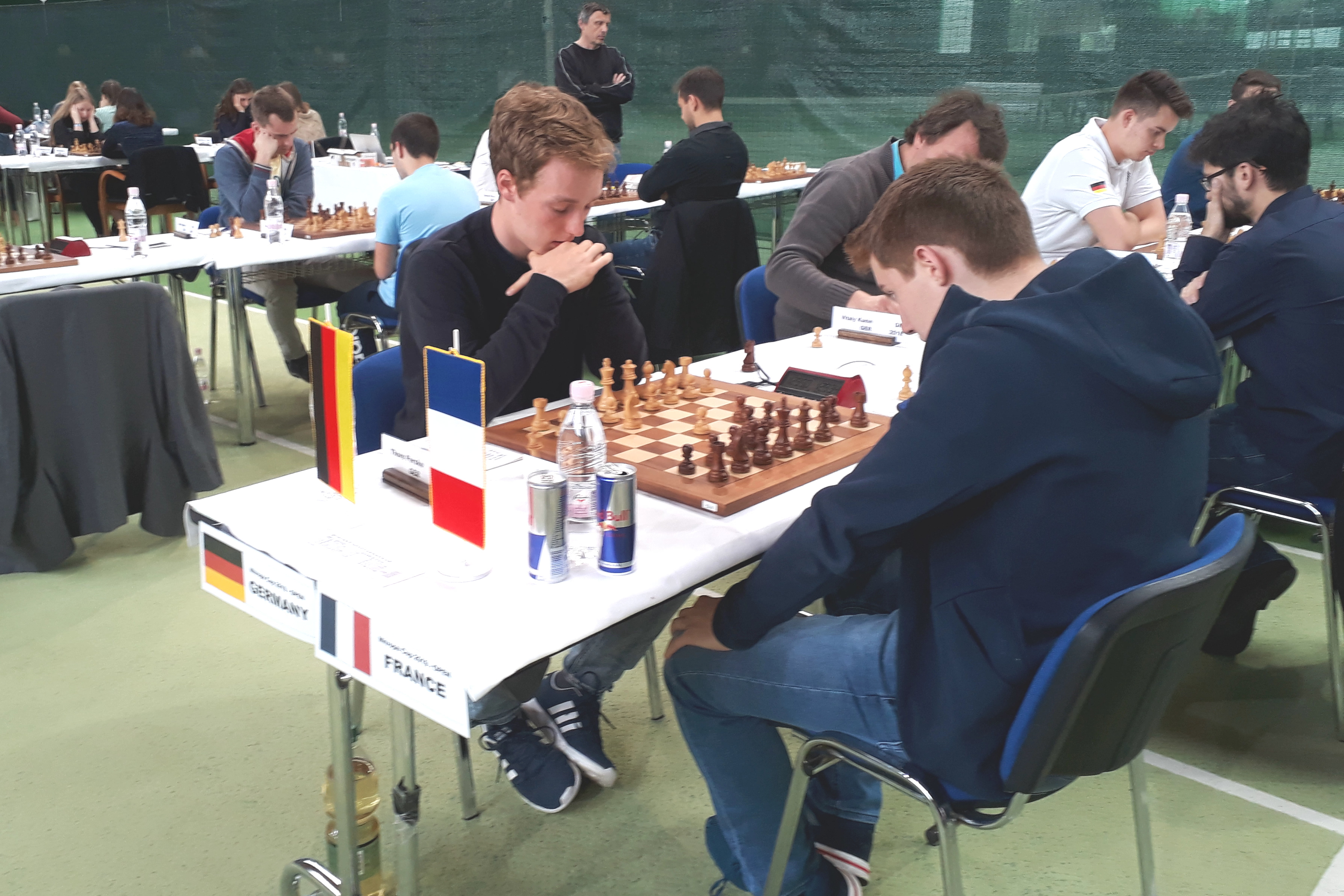
Deutschland-Frankreich 2019 in Radenci, an Brett 1 Thore Perske

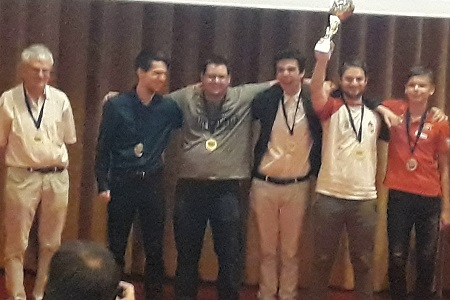
Siegerteam Ungarn 2019 Radenci, links Captain: GM Zoltán Ribli

|    | Jahr | Gastgeber             | Platz 1                            | Platz 2                            | Platz 3                            | Einzelergebnisse                   |
| -- | ---- | --------------------- | ---------------------------------- | ---------------------------------- | ---------------------------------- | ---------------------------------- |
| 1  | 1976 | Innsbruck             | Deutschland                        | Schweiz                            | Jugoslawien                        | 1976                               |
| 2  | 1977 | Bad Kohlgrub          | Österreich                         | Schweiz                            | Frankreich                         | 1977                               |
| 3  | 1978 | Castelvecchio Pascoli | Jugoslawien                        | Italien                            | Deutschland                        | 1978                               |
| 4  | 1979 | Bern                  | Jugoslawien                        | Schweiz                            | Deutschland                        | 1979                               |
| 5  | 1980 | Rovinj                | Deutschland                        | Jugoslawien                        | Frankreich                         | 1980                               |
| 6  | 1981 | Luxemburg             | Jugoslawien                        | Italien                            | Schweiz                            | 1981                               |
| 7  | 1982 | Bourgoin              | Frankreich                         | Jugoslawien                        | Österreich                         | 1982                               |
| 8  | 1983 | Lienz                 | Jugoslawien                        | Deutschland                        | Schweiz                            | 1983                               |
| 9  | 1984 | Bad Lauterberg        | Deutschland                        | Jugoslawien                        | Österreich                         | 1984                               |
| 10 | 1985 | Aranđelovac           | Jugoslawien                        | Schweiz                            | Österreich                         | 1985                               |
| 11 | 1987 | Mürren                | Deutschland                        | Frankreich                         | Jugoslawien                        | 1987                               |
| 12 | 1988 | Aosta                 | Jugoslawien                        | Deutschland                        | Schweiz                            | 1988                               |
| 13 | 1990 | Leibnitz              | Deutschland                        | Ungarn                             | Italien                            | 1990                               |
| 14 | 1991 | Brünn                 | Jugoslawien                        | Tschechoslowakei                   | Deutschland                        | 1991                               |
| 15 | 1993 | Bad Wörishofen        | Ungarn                             | Deutschland                        | Schweiz                            | 1993                               |
| 16 | 1995 | Bükfürdő              | Ungarn                             | Niederlande                        | Slowenien                          | 1995                               |
| 17 | 1997 | Montecatini Terme     | Slowenien                          | Kroatien                           | Ungarn                             | 1997                               |
| 18 | 1998 | Portorož              | Kroatien                           | Tschechien                         | Slowenien                          | 1998                               |
| 19 | 1999 | Baden                 | Ungarn                             | Schweiz                            | Kroatien                           | 1999                               |
| 20 | 2000 | Charleville-Mézières  | Frankreich                         | Ungarn                             | Kroatien                           | 2000                               |
| 21 | 2002 | Leipzig               | Slowenien                          | Deutschland                        | Ungarn                             | 2002                               |
| 22 | 2003 | Pula                  | Deutschland                        | Tschechien                         | Slowenien                          | 2003                               |
| 23 | 2004 | Zemplínska šírava     | Kroatien                           | Slowakei                           | Slowenien                          | 2004                               |
| 24 | 2005 | Steinbrunn            | Slowenien                          | Kroatien                           | Slowakei                           | 2005                               |
| 25 | 2006 | Brünn                 | Ungarn                             | Tschechien                         | Kroatien                           | 2006                               |
| 26 | 2007 | Szeged                | Frankreich                         | Italien                            | Deutschland                        | 2007                               |
| 27 | 2008 | Olbia                 | Kroatien                           | Ungarn                             | Tschechien                         | 2008                               |
| 28 | 2009 | Rogaška Slatina       | Kroatien                           | Italien                            | Ungarn                             | 2009                               |
| 29 | 2010 | Chur                  | Italien                            | Ungarn                             | Schweiz                            | 2010                               |
| 30 | 2011 | Merlimont             | Deutschland                        | Italien                            | Österreich                         | 2011                               |
| 31 | 2012 | Šibenik               | Ungarn                             | Slowenien                          | Kroatien                           | 2012                               |
| 32 | 2013 | Meißen                | Kroatien                           | Deutschland                        | Tschechien                         | 2013                               |
| 33 | 2014 | Ružomberok            | Ungarn                             | Deutschland                        | Slowakei                           | 2014                               |
| 34 | 2015 | Mayrhofen             | Österreich                         | Slowakei                           | Deutschland                        | 2015                               |
| 35 | 2016 | Prag                  | Tschechien                         | Deutschland                        | Italien                            | 2016                               |
| 36 | 2017 | Balatonszárszó        | Kroatien                           | Tschechien                         | Frankreich                         | 2017                               |
| 37 | 2018 | Isola di Capo Rizzuto | Italien                            | Ungarn                             | Deutschland                        | 2018                               |
| 38 | 2019 | Radenci               | Ungarn                             | Tschechien                         | Österreich                         | 2019                               |
| 39 | 2020 | Davos                 | Absage wegen der COVID-19-Pandemie | Absage wegen der COVID-19-Pandemie | Absage wegen der COVID-19-Pandemie | Absage wegen der COVID-19-Pandemie |
| 40 | 2021 |                       | Italien                            | Slowakei                           | Tschechien                         | 2021                               |
| 41 | 2022 | Corte                 | Frankreich                         | Slowakei                           | Ungarn                             | 2022                               |
| 43 | 2023 | Mali Lošinj           | Frankreich                         | Italien                            | Ungarn                             | 2023                               |
| 44 | 2024 | Apolda                | Deutschland                        | Schweiz                            | Tschechien                         | 2024                               |
| 45 | 2025 | Trenčín               | Tschechien                         | Slowakei                           | Deutschland                        | 2025                               |

#### Aufstellung der Siegermannschaften aus deutschsprachigen Ländern
- 1976 
 Hans-Joachim Hecht, Hans-Günter Kestler, Johannes Eising, Rudolf Teschner, Klaus Wockenfuß
- 1977 
 Karl Robatsch, Franz Stoppel, Walter Wittmann, Karl Janetschek
- 1980 
 Eric Lobron, Dimo Werner, Arndt Miltner, Peter Herzog, Christof Herbrechtsmeier
- 1984 
 Stefan Kindermann, Peter Ostermeyer, Ralf Lau, Klaus-Jürgen Schulz, Holger Eng
- 1987 
 Stefan Kindermann, Klaus Bischoff, Jörg Hickl, Bernd Schneider, Jürgen Graf
- 1990 
 Gerald Hertneck, Oliver Reeh, Philipp Schlosser, Christopher Lutz
- 2003 
 Rainer Buhmann, Alexander Naumann, Fabian Döttling, Andreas Schenk
- 2011 
 Michael Prusikin, Niclas Huschenbeth, Andreas Heimann, Matthias Blübaum
- 2015 
 Markus Ragger, Dawit Schengelia, Robert Kreisl, Andreas Diermair, Mario Schachinger
- 2024 
 Matthias Blübaum, Rasmus Svane, Alexander Donchenko, Dmitrij Kollars, Frederik Svane

### Turnier der Damen

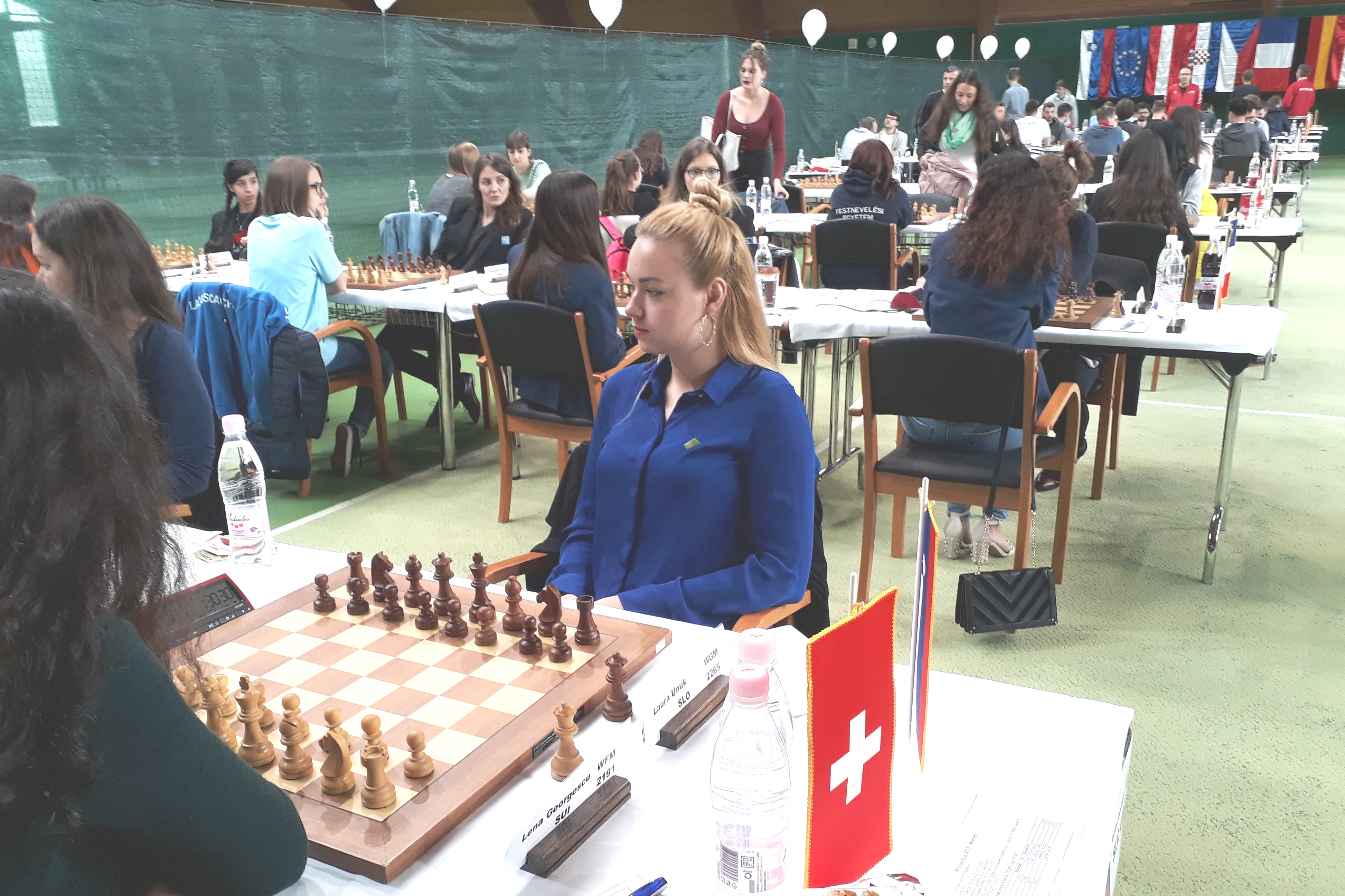
Turniersaal Radenci 2019, vorn Laura Unuk

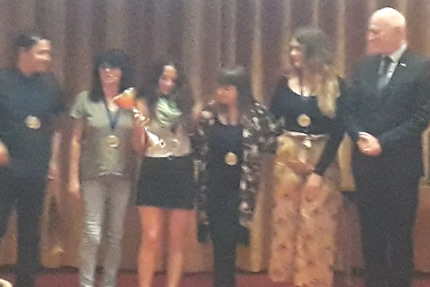
Siegerehrung 2019 für Team aus Kroatien

|    | Jahr | Gastgeber             | Platz 1                            | Platz 2                            | Platz 3                            | Einzelergebnisse                   |
| -- | ---- | --------------------- | ---------------------------------- | ---------------------------------- | ---------------------------------- | ---------------------------------- |
| 1  | 2002 | Saint-Vincent         | Slowenien                          | Frankreich                         | Deutschland                        | 2002                               |
| 2  | 2005 | Steinbrunn            | Slowenien                          | Tschechien                         | Slowakei                           | 2005                               |
| 3  | 2006 | Brünn                 | Slowenien                          | Deutschland                        | Kroatien                           | 2006                               |
| 4  | 2007 | Szeged                | Ungarn                             | Slowenien                          | Slowakei                           | 2007                               |
| 5  | 2008 | Olbia                 | Italien                            | Deutschland                        | Ungarn                             | 2008                               |
| 6  | 2009 | Rogaška Slatina       | Slowenien                          | Slowenien "B"                      | Italien                            | 2009                               |
| 7  | 2010 | Chur                  | Italien                            | Slowenien                          | Ungarn                             | 2010                               |
| 8  | 2011 | Merlimont             | Italien                            | Deutschland                        | Ungarn                             | 2011                               |
| 9  | 2012 | Šibenik               | Deutschland                        | Slowenien                          | Italien                            | 2012                               |
| 10 | 2013 | Meißen                | Slowakei                           | Deutschland                        | Italien                            | 2013                               |
| 11 | 2014 | Ružomberok            | Italien                            | Deutschland                        | Österreich                         | 2014                               |
| 12 | 2015 | Mayrhofen             | Ungarn                             | Italien                            | Slowakei                           | 2015                               |
| 13 | 2016 | Prag                  | Deutschland                        | Italien                            | Ungarn                             | 2016                               |
| 14 | 2017 | Balatonszárszó        | Ungarn                             | Frankreich                         | Kroatien                           | 2017                               |
| 15 | 2018 | Isola di Capo Rizzuto | Deutschland                        | Österreich                         | Italien                            | 2018                               |
| 16 | 2019 | Radenci               | Kroatien                           | Frankreich                         | Ungarn                             | 2019                               |
| 17 | 2020 | Davos                 | Absage wegen der COVID-19-Pandemie | Absage wegen der COVID-19-Pandemie | Absage wegen der COVID-19-Pandemie | Absage wegen der COVID-19-Pandemie |
| 18 | 2021 |                       | Italien                            | Ungarn                             | Deutschland                        | 2021                               |
| 19 | 2022 | Corte                 | Frankreich                         | Slowenien                          | Ungarn                             | 2022                               |
| 20 | 2023 | Mali Lošinj           | Frankreich                         | Kroatien                           | Slowenien                          | 2023                               |
| 21 | 2024 | Apolda                | Deutschland                        | Frankreich                         | Schweiz                            | 2024                               |
| 22 | 2025 | Trenčín               | Schweiz                            | Frankreich                         | Italien                            | 2025                               |

#### Aufstellung der Siegermannschaften aus deutschsprachigen Ländern
- 2012 
 Julia Bochis, Jade Schmidt
- 2016 
 Elisabeth Pähtz, Judith Fuchs, Josefine Heinemann
- 2018 
 Elisabeth Pähtz, Sarah Hoolt, Hanna Marie Klek, Fiona Sieber, Annmarie Mütsch
- 2024 
 Josefine Heinemann, Jana Schneider, Hanna Marie Klek, Lara Schulze, Kateryna Dolschykowa

## Medaillenspiegel

### Offenes Turnier
| Platz | Land             | Gold | Silber | Bronze |
| ----- | ---------------- | ---- | ------ | ------ |
| 01    | Deutschland      | 8    | 7      | 7      |
| 02    | Ungarn           | 7    | 5      | 5      |
| 03    | Jugoslawien      | 7    | 3      | 2      |
| 04    | Kroatien         | 6    | 2      | 4      |
| 05    | Frankreich       | 5    | 1      | 3      |
| 06    | Italien          | 3    | 6      | 2      |
| 07    | Slowenien        | 3    | 1      | 4      |
| 08    | Tschechien       | 2    | 5      | 4      |
| 09    | Österreich       | 2    |        | 5      |
| 10    | Schweiz          |      | 6      | 5      |
| 11    | Slowakei         |      | 4      | 2      |
| 12    | Tschechoslowakei |      | 2      |        |
| 13    | Niederlande      |      | 1      |        |

### Frauen
| Platz | Land        | Gold | Silber | Bronze |
| ----- | ----------- | ---- | ------ | ------ |
| 01    | Italien     | 5    | 2      | 5      |
| 02    | Deutschland | 4    | 5      | 2      |
| 03    | Slowenien   | 4    | 5      | 1      |
| 04    | Ungarn      | 3    | 1      | 6      |
| 05    | Frankreich  | 2    | 5      |        |
| 06    | Kroatien    | 1    | 1      | 2      |
| 07    | Slowakei    | 1    |        | 3      |
| 08    | Schweiz     | 1    |        | 1      |
| 09    | Österreich  |      | 1      | 1      |
| 10    | Tschechien  |      | 1      |        |